# Андора на Светском првенству у атлетици у дворани 2018.
Андора је учествовала на на 17. Светском првенству у атлетици у дворани 2018. одржаном у Бирмингему од 1. до 4. марта једанаести пут. Репрезентацију Андоре представљала је једна атлетичарка, која се такмичила у трци на 60 метара.,
На овом првенству Андора није освојила ниједну медаљу. Није било нових националних, личних и рекорда сезоне.

## Учесници
Жене:
- Кристина Љовера — 60 м

## Резултати

### Жене
| Атлетичарка     | Дисциплина | Лични рекорд | Квалификација | Квалификација | Полуфинале            | Полуфинале            | Финале                | Финале  | Детаљи |
| Атлетичарка     | Дисциплина | Лични рекорд | Резултат      | Место         | Резултат              | Место                 | Резултат              | Место   | Детаљи |
| --------------- | ---------- | ------------ | ------------- | ------------- | --------------------- | --------------------- | --------------------- | ------- | ------ |
| Кристина Љовера | 60 м       | 7,73 НР      | 7,84          | 8. у гр. 3    | Није се квалификовала | Није се квалификовала | Није се квалификовала | 44 / 47 |        |